# Liste der Biografien/Kne
Liste der Biografien |
Portal Biografien |
Personensuche
# |
A |
B |
C |
D |
E |
F |
G |
H |
I |
J |
K |
L |
M |
N |
O |
P |
Q |
R |
S |
T |
U |
V |
W |
X |
Y |
Z |
?
 
Ka |
Kb |
Kc |
Kd |
Ke |
Kf |
Kg |
Kh |
Ki |
Kj |
Kl |
Km |
Kn |
Ko |
Kp |
Kr |
Ks |
Kt |
Ku |
Kv |
Kw |
Ky |
Kx |
Kz
 
Kna |
Kne |
Kng |
Kni |
Knj |
Kno |
Knu |
Kny
Die Liste der Biografien führt alle Personen auf, die in der deutschsprachigen Wikipedia einen Artikel haben. Dieses ist eine Teilliste mit 349 Einträgen von Personen, deren Namen mit den Buchstaben „Kne“ beginnt.

## Kne

### Knea
- Kneafsey, Honor (* 2004), britische Schauspielerin
- Kneale, Bryan (* 1930), britischer Bildhauer
- Kneale, Martha (1909–2001), britische Philosophin und Logikhistorikerin
- Kneale, Matthew (* 1960), britischer Autor
- Kneale, Nigel (1922–2006), britischer Schriftsteller, Drehbuchautor und Gatte von Judith Kerr
- Kneale, Tacy (* 1958), britische Schauspielerin und Malerin
- Kneale, William (1906–1990), britischer Logikhistoriker und Wissenschaftsphilosoph

### Kneb
- Knebel Doeberitz, Gebhard von (1848–1921), preußischer Gutsbesitzer und Politiker
- Knebel Doeberitz, Georg von (1810–1880), preußischer Regierungsrat und Landrat
- Knebel Doeberitz, Ludwig von (1844–1900), preußischer Gutsbesitzer und Politiker
- Knebel Doeberitz, Oliver von (1975–2023), deutscher Anglist und Hochschullehrer
- Knebel von Katzenelnbogen, Johann Anton I. (1646–1725), Fürstbischof von Eichstätt
- Knebel von Katzenelnbogen, Lothar Franz (1700–1749), Generalvikar und Statthalter in Worms
- Knebel von Treuenschwert, Albert (1817–1890), österreichisch-ungarischer Offizier
- Knebel, Andreas (* 1960), deutscher Leichtathlet und Olympiamedaillengewinner
- Knebel, Carl (1839–1898), deutscher Verwaltungsjurist und Abgeordneter
- Knebel, Christian Friedrich von (1743–1802), preußischer Generalmajor
- Knebel, Daniel (* 1984), deutscher Politiker (NPD)
- Knebel, Ernst (1892–1945), deutscher Generalmajor im Zweiten Weltkrieg
- Knebel, Fletcher (1911–1993), US-amerikanischer Schriftsteller und Journalist
- Knebel, Franz (1810–1877), Schweizer Genre-, Veduten- und Landschaftsmaler
- Knebel, Friedrich († 1574), Lübecker Kaufmann, Ratsherr und Admiral
- Knebel, Gerd (* 1956), deutscher Musiker, Comedian und SchauspielerGerd Knebel (* 1956)

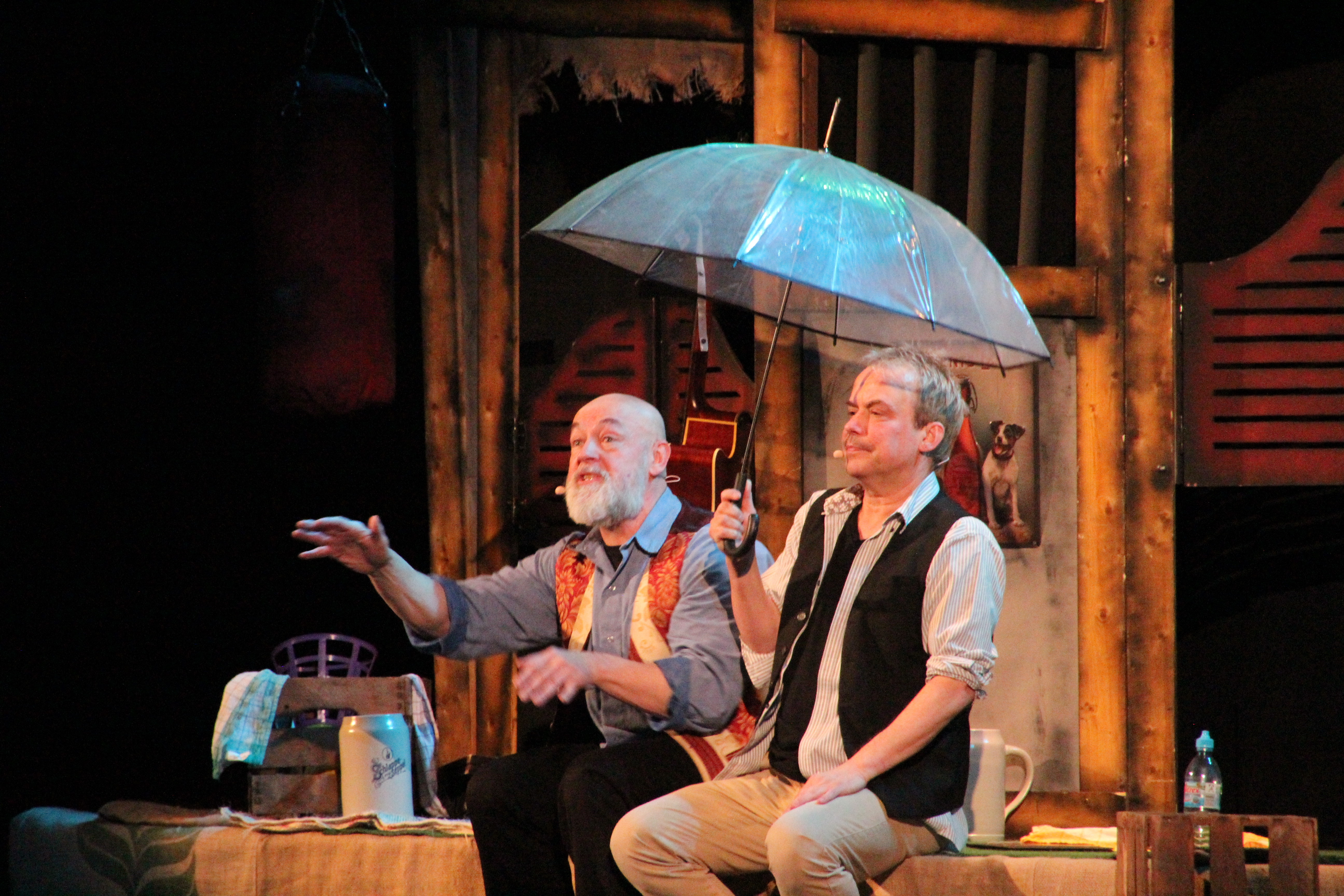
Gerd Knebel (* 1956)

- Knebel, Gerda (1919–1992), deutsche Klassische Philologin
- Knebel, Hajo (1929–2006), deutscher Schriftsteller
- Knebel, Hans Dieter, deutscher Schauspieler und Burgschauspieler
- Knebel, Hans-Joachim (1929–2004), deutscher Soziologe
- Knebel, Heinrich (1801–1859), deutscher Gymnasiallehrer und -Direktor
- Knebel, Helmut (* 1947), deutscher Politiker (SPD)
- Knebel, Henriette von (1755–1815), deutsche Hofdame und Erzieherin
- Knebel, Joachim (* 1962), deutscher Maschinenbauer und Forschungsmanager
- Knebel, Johann Baptist (1871–1944), deutscher katholischer Geistlicher, badischer Landtagsabgeordneter
- Knebel, Johannes, Schweizer Kleriker, Notar und Chronist
- Knebel, John Albert (* 1936), US-amerikanischer Politiker
- Knebel, Jörn (* 1969), deutscher Theater- und Fernseh-Schauspieler
- Knebel, Jurij (1934–2020), sorbischer Prähistoriker
- Knebel, Karl Ludwig von (1744–1834), deutscher Lyriker und Übersetzer, sowie der „Urfreund“ von Johann Wolfgang GoetheKarl Ludwig von Knebel (1744–1834)

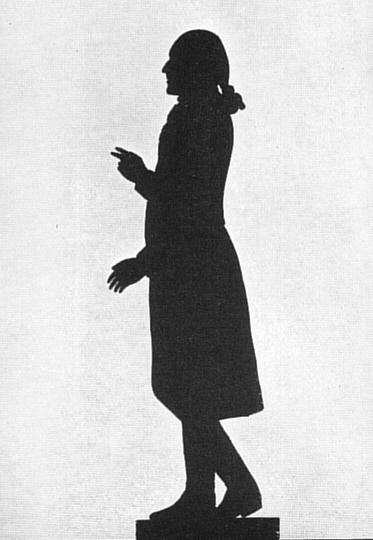
Karl Ludwig von Knebel (1744–1834)

- Knebel, Karlheinz (1951–2017), deutscher römisch-katholischer Geistlicher, Generalvikar im Bistum Augsburg
- Knebel, Konrad (1856–1933), deutscher Lehrer und Heimatforscher
- Knebel, Konrad (1932–2025), deutscher Maler, Grafiker
- Knebel, Kristin (* 1969), deutsche Kunsthistorikerin und Museumsdirektorin
- Knebel, Leopold (1810–1854), deutscher Maler
- Knebel, Magnus von (1890–1942), deutscher Agrarpolitiker
- Knebel, Maren (* 1985), deutsche Kanutin
- Knebel, Marija Ossipowna (1898–1985), russische bzw. sowjetische Schauspielerin, Regisseurin und Hochschullehrerin
- Knebel, Ralph (1935–1990), deutscher Schriftsteller
- Knebel, Ralph (* 1973), deutscher Koch
- Knebel, Ulrich von (* 1960), deutscher Erziehungswissenschaftler
- Knebel, Uta (* 1965), deutsche Ökonomin und Politikerin (BSW, zuvor SED, PDS, Die Linke)
- Knebel, Walther von (1880–1907), deutscher Geologe, Vulkanologe und Speläologe
- Knebel-Doeberitz, Magnus von (1815–1884), preußischer Verwaltungsjurist und Landrat
- Knebelkamp, Tomás (* 1985), deutsch-brasilianischer Volleyballspieler
- Knebelsberger, Leopold (1814–1869), österreichischer Komponist
- Knebl, Jakob Lena (* 1970), österreichische Künstlerin
- Knebusch, Anselm (* 1979), deutscher Mathematiker und Didaktiker
- Knebusch, Gertrud (1924–2008), deutsche SPD-Kommunalpolitikerin in Hannover
- Knebusch, Hans-Christoph (1928–2006), deutscher Kulturjournalist
- Knebusch, Magnus (1874–1937), deutscher Politiker (DNVP)
- Knebusch, Manfred (* 1939), deutscher Mathematiker

### Knec
- Knecht, Alban (* 1968), deutscher Soziologe und Sozialpädagoge
- Knecht, Andreas (* 1962), Schweizer Sachbuchautor und Schriftsteller
- Knecht, August (1866–1932), deutscher katholischer Theologe
- Knecht, Bea (* 1967), schweizerische Unternehmerin und Informatikerin
- Knecht, Dalton (* 2001), US-amerikanischer Basketballspieler
- Knecht, Daniel Heinrich (1828–1913), deutscher Politiker
- Knecht, Doris (* 1966), österreichische Journalistin und SchriftstellerinDoris Knecht (* 1966)

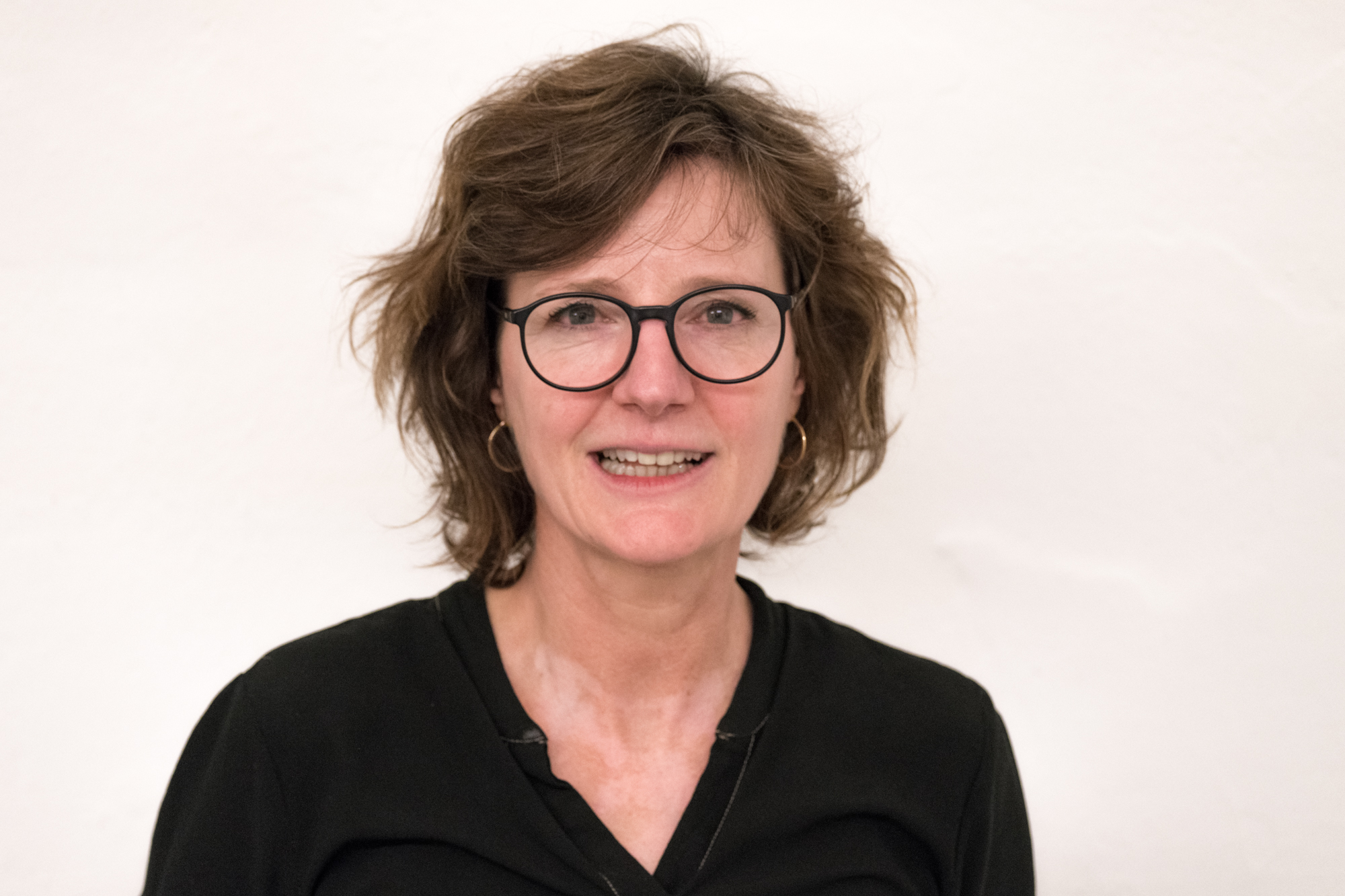
Doris Knecht (* 1966)

- Knecht, Edgar (* 1964), deutscher Jazzmusiker (Piano, Komposition)
- Knecht, Elvira (* 1972), Schweizer Skilangläuferin
- Knecht, Émile (1923–2019), Schweizer Ruderer
- Knecht, Eugen (* 1987), deutsch-russischer Schauspieler
- Knecht, Fabian (* 1980), deutscher Künstler und Kameramann
- Knecht, Fred Engelbert (1934–2010), Schweizer Maler, Zeichner, Radierer, Illustrator, Siebdrucker, Fotograf und Aktionskünstler
- Knecht, Gerhard (1942–2020), deutscher Agrarökonom und Hochschullehrer
- Knecht, Günther (1909–1995), deutscher Verwaltungsjurist, Polizeidirektor in Neuss
- Knecht, Hans (1913–1986), Schweizer Radsportler
- Knecht, Hans-Peter (* 1960), deutscher Fußballspieler
- Knecht, Hansjörg (* 1960), Schweizer Politiker (SVP)
- Knecht, Hermann (1893–1978), Schweizer Maler
- Knecht, Jacques (1930–1988), Schweizer Maler und Zeichner
- Knecht, Johann Anton (1741–1810), Sekretär Josef II.
- Knecht, Johannes (1904–1990), deutscher Agrarökonom, Landwirtschaftslehrer und Gründungsdirektor der Höheren Landbauschule Nürtingen (1949–1967)
- Knecht, Josef (1897–1980), deutscher Verleger
- Knecht, Joseph (1864–1931), österreichisch-amerikanischer Geiger, Kapellmeister
- Knecht, Justin Heinrich (1752–1817), deutscher Komponist, Organist, Dirigent, Musikpädagoge und Musiktheoretiker
- Knecht, Justus (1839–1921), deutscher katholischer Theologe, Schriftsteller und Weihbischof in Freiburg
- Knecht, Matthias (* 1975), deutscher PolitikerMatthias Knecht (* 1975)

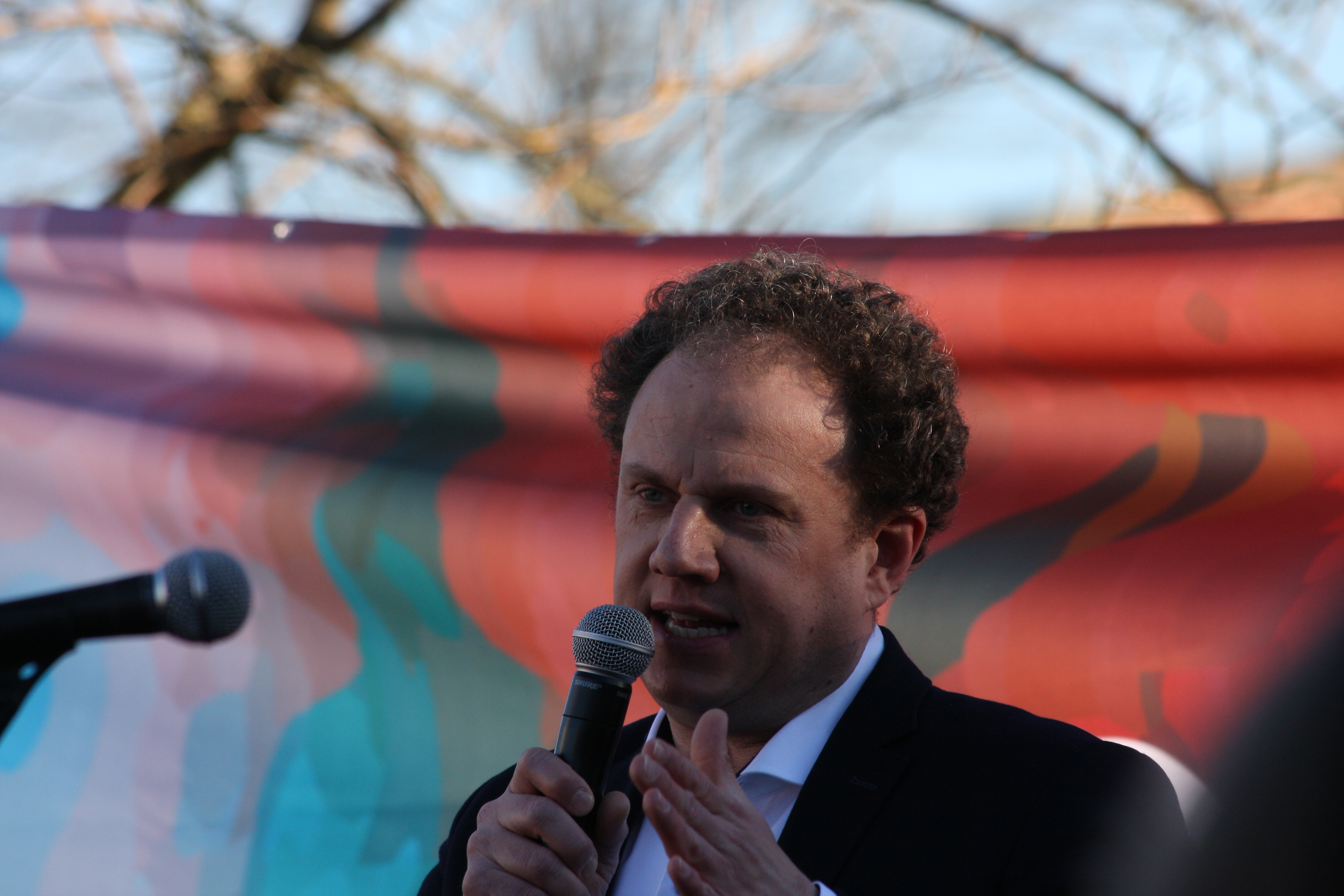
Matthias Knecht (* 1975)

- Knecht, Max (1874–1954), deutscher Kolonialoffizier
- Knecht, Max (1929–2016), Schweizer Politiker (CVP), Anwalt und Notar
- Knecht, Michi (* 1961), deutsche Ethnologin und Hochschullehrerin
- Knecht, Peter (1798–1852), deutscher Unternehmer und Waffenhändler
- Knecht, Richard (1887–1966), deutscher Bildhauer, Maler und Hochschullehrer
- Knecht, Ronald (* 1961), deutscher Basketballspieler
- Knecht, Sandra (* 1968), Schweizer Konzept- und Performancekünstlerin
- Knecht, Walter (1895–1985), Schweizer Bildhauer, Plastiker und Maler
- Knecht, Willi (* 1947), deutscher Theologe
- Knecht, Willi Ph. (1929–2005), deutscher Sportjournalist
- Knecht, William (1930–1992), US-amerikanischer Ruderer
- Knechtel, Horst (1943–2022), deutscher Kommunalpolitiker (SPD), Bürgermeister und Schulleiter
- Knechtel, Larry (1940–2009), US-amerikanischer Studiomusiker
- Knechtel, Philipp (* 1996), deutscher Fußballspieler
- Knechtel, Wilhelm (1837–1924), böhmischer Gärtner und Botaniker
- Knechtelsdorfer, Karl (1907–1988), österreichischer Politiker (SPÖ), Abgeordneter zum Nationalrat, Mitglied des Bundesrates
- Knechten, Antje (* 1971), deutsche Hockeyspielerin
- Knechtenhofer, Johann Friedrich (1796–1871), Schweizer Unternehmer und Hotelier
- Knechtenhofer, Johann Jakob (1790–1867), Schweizer Leinwandhändler, Hotelier, Schifffahrtspionier und Politiker
- Knechtenhofer, Johannes (1793–1865), Schweizer Politiker und Hotelier
- Knechtges, David R. (* 1942), US-amerikanischer Sinologe und Hochschullehrer
- Knechtges-Obrecht, Irmgard (* 1960), deutsche Musikwissenschaftlerin
- Knechtl, Susanna (* 1978), österreichische Schauspielerin
- Knechtle, Emilio (1922–2006), Schweizer adventistischer Erweckungsprediger
- Knechtli, Peter (* 1949), Schweizer Journalist
- Knechtová, Katarína (* 1981), slowakische Popsängerin

### Kned
- Knedlíková, Jana (* 1989), tschechische Handballspielerin

### Knee
- Knee, Janet (* 1944), australische Weitspringerin
- Kneebone, Frank (1905–2004), australischer Politiker der Labour Party, Abgeordneter und Gewerkschaftsfunktionär
- Kneebusch, Karl (1849–1902), deutscher Lehrer und Autor von Wanderliteratur
- Kneedler, Edwin (* 1946), US-amerikanischer Jurist und United States Solicitor General
- Kneeland, David (1881–1948), US-amerikanischer Marathonläufer
- Kneer, Franz (1895–1935), deutscher Pilot und Flugsportler
- Kneer, Georg (* 1960), deutscher Soziologe
- Kneer, Julian-Jakob (* 1992), Schweizer Künstler
- Kneer, Meinrad (* 1970), deutscher Jazzbassist
- Kneer, Stefan (* 1985), deutscher Handballspieler und -trainer
- Knees, Christian (* 1981), deutscher Radrennfahrer
- Knees, Rudi (1907–1982), deutscher Motorradrennfahrer

### Knef
- Knef, Hildegard (1925–2002), deutsche Schauspielerin, Chansonsängerin und AutorinHildegard Knef (1925–2002)

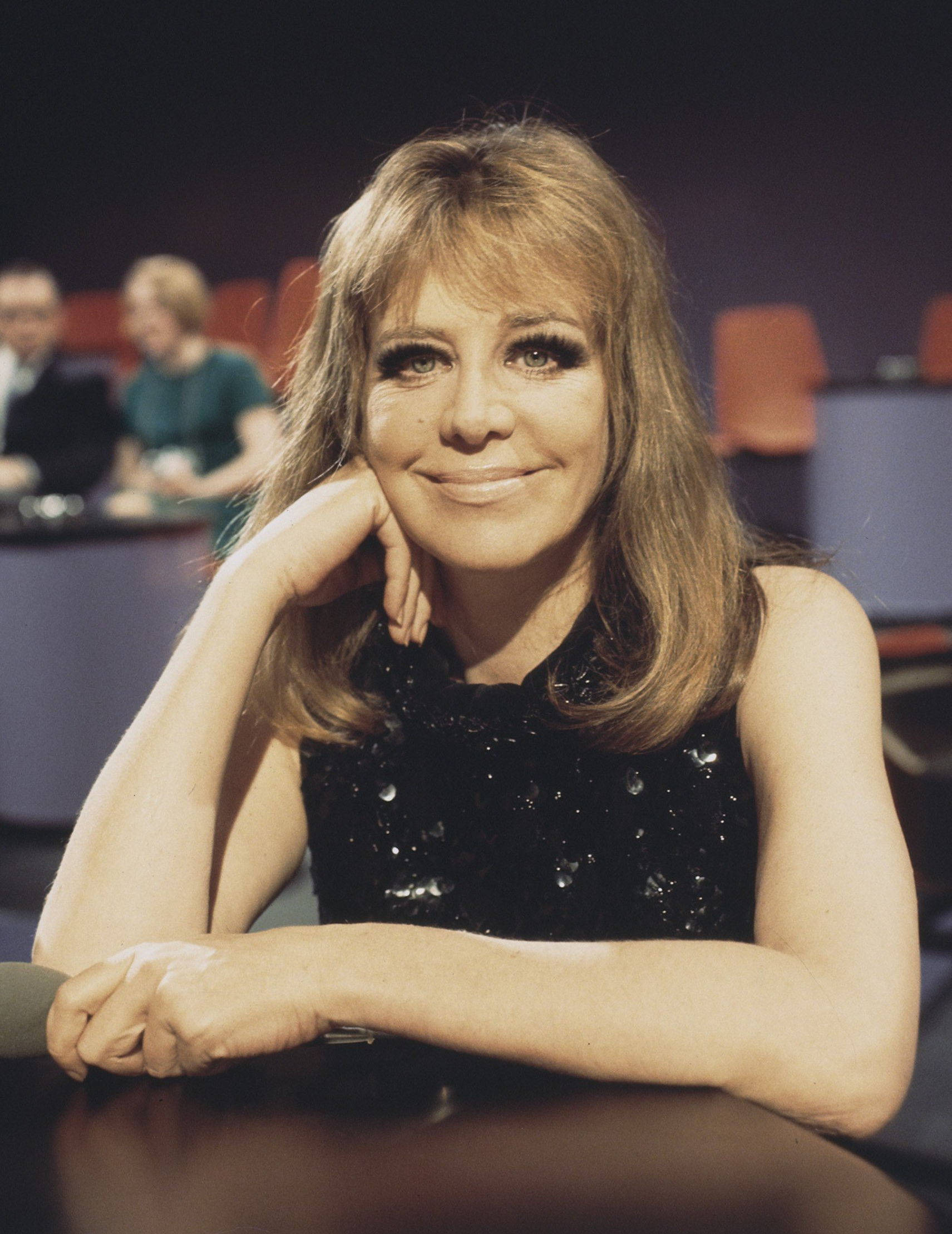
Hildegard Knef (1925–2002)

- Knéfacz, Simon (1752–1819), burgenlandkroatischer Franziskaner und Schriftsteller
- Knefelkamp, Günter (1927–2017), deutscher Politiker (CDU), MdL
- Knefelkamp, Ulrich (1951–2020), deutscher Historiker
- Kneffel, Karin (* 1957), deutsche Malerin
- Knefler, Otto (1923–1986), deutscher Fußballspieler und -trainer

### Kneg
- Knego, Andro (* 1956), jugoslawischer Basketballspieler
- Knegt, Gerben de (* 1975), niederländischer Radrennfahrer
- Knegt, Merel de (* 1979), niederländische Langstreckenläuferin
- Knegt, Sjinkie (* 1989), niederländischer Shorttracker

### Kneh
- Knehans, Christian (* 1968), deutscher Fußballspieler
- Knehem, Boldewin von († 1511), Domherr in Münster
- Knehem, Rudolf von († 1557), Domherr in Münster
- Knehr, Edeltraut (1904–1989), deutsche Pädagogin und Psychologin

### Knei
- Kneib, Gerhard (* 1941), deutscher Politiker (CDU), MdL
- Kneib, Philipp (1870–1915), deutscher Theologe
- Kneib, Thomas (* 1976), deutscher Statistiker
- Kneib, Wiktor Iwanowitsch (* 1980), russischer Rennrodler
- Kneib, Wolfgang (* 1952), deutscher Fußballtorwart
- Kneidinger, Karl (1882–1952), österreichischer Schauspieler
- Kneidinger, Raimund (* 1976), deutscher Politiker (CSU), Landrat
- Kneidl, Helga (* 1939), deutsche Fotografin
- Kneidl, Karl (* 1940), deutscher Bühnenbildner und Theaterregisseur
- Kneidl, Laura (* 1990), deutsche Autorin
- Kneidl, Michael (* 1966), deutscher Designer
- Kneidl, Sören (* 1989), deutscher Schauspieler
- Kneif, Tibor (1932–2016), ungarisch-deutscher Musikwissenschaftler und Jurist
- Kneifel, Chris (* 1961), US-amerikanischer Autorennfahrer und Motorsportfunktionär
- Kneifel, Eduard (1896–1993), deutscher lutherischer Geistlicher und Kirchenhistoriker
- Kneifel, Gerhard (1927–1992), deutscher Komponist, Arrangeur und Orchesterleiter
- Kneifel, Gottfried (* 1948), österreichischer Politiker (ÖVP); Bundesrat
- Kneifel, Hanns (1936–2012), deutscher SchriftstellerHanns Kneifel (1936–2012)

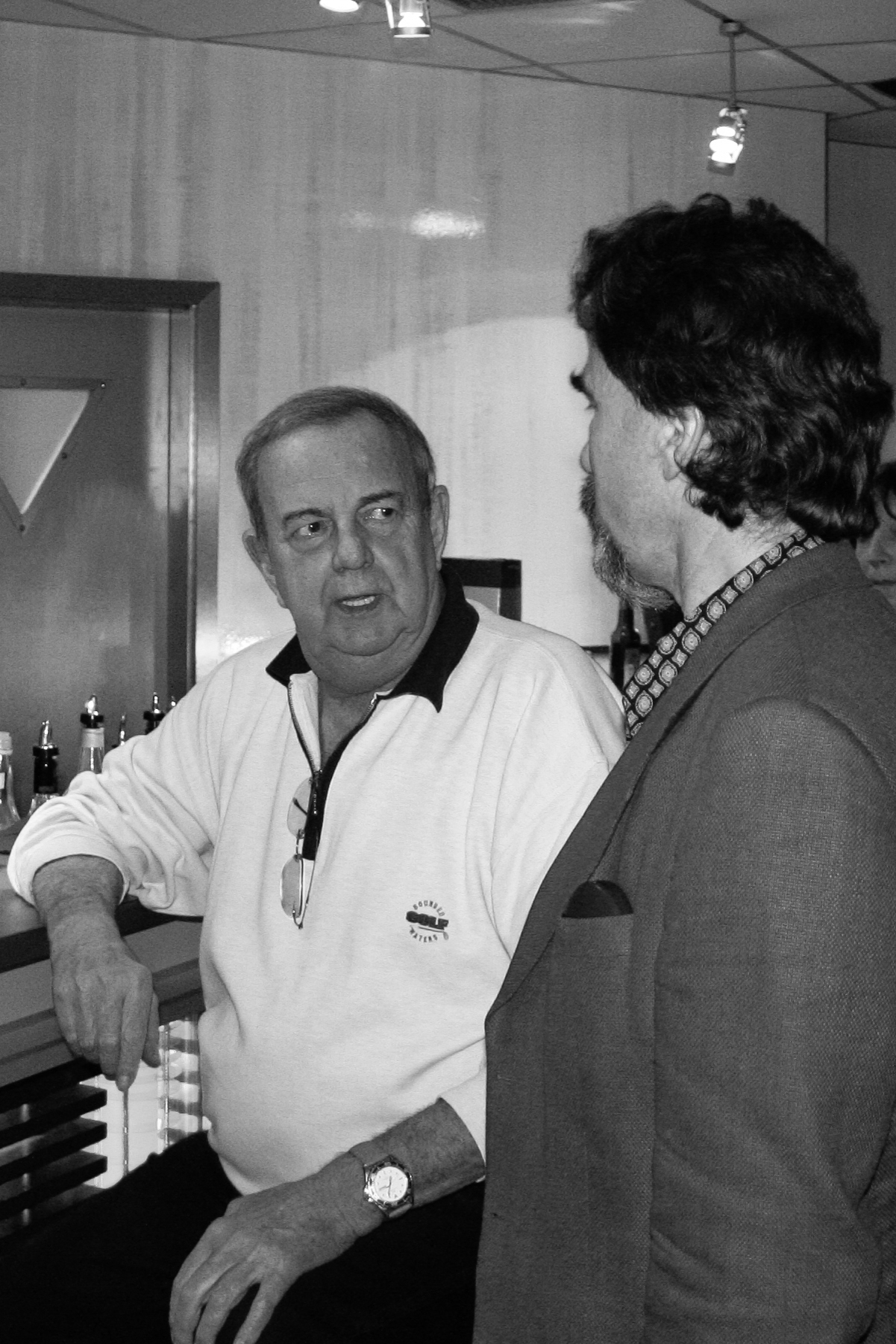
Hanns Kneifel (1936–2012)

- Kneifel, Herbert (1908–2010), österreichischer Arzt, Heimatforscher und Archivar
- Kneifel, Josef (1942–2020), deutscher DDR-Oppositioneller und politischer Gefangener der DDR
- Kneifeld, Jochen (* 1969), deutscher Radiomoderator und Comedian
- Kneiff, Carl (1829–1902), deutscher Unternehmer und Botaniker
- Kneifl, Edith (* 1954), österreichische Schriftstellerin
- Kneifl, Reginald (1761–1826), österreichischer Naturwissenschaftler und Autor
- Kneihs, Benjamin (* 1971), österreichischer Jurist
- Kneihsl, Erwin (* 1952), österreichischer Künstler
- Kneip, Christoph (* 1980), deutscher Degenfechter
- Kneip, Gustav (1905–1992), deutscher Komponist und Dirigent
- Kneip, Hilde (1912–1985), deutsche Schauspielerin
- Kneip, Jakob (1881–1958), deutscher Heimatdichter im Hunsrück
- Kneip, Johannes Maria (* 1995), deutscher Koch
- Kneip, Markus (* 1956), deutscher General und Chef des Stabe SHAPE
- Kneip, Matthias (* 1969), deutscher Schriftsteller, Publizist und Polenforscher
- Kneip, Monika (* 1952), deutsche Tischtennisspielerin
- Kneip, Otto (1892–1941), deutscher Maler, Grafiker, Turner und Schullehrer
- Kneip, Richard F. (1933–1987), US-amerikanischer Politiker und der 25. Gouverneur des Bundesstaates South Dakota (1971–1978)
- Kneip, Rudolf (1899–1986), deutscher Lehrer und Autor
- Kneiphoff, Elfriede (1900–1973), deutsche Malerin
- Kneipp, Harry (1939–1986), deutscher Boxer und Boxtrainer
- Kneipp, Joseph (* 1973), australischer Squashspieler
- Kneipp, Katrin, deutsche Physikerin
- Kneipp, Otto (1884–1965), deutscher Politiker (FDP), MdL, MdB
- Kneipp, Sebastian (1821–1897), bayerischer Priester und HydrotherapeutSebastian Kneipp (1821–1897)

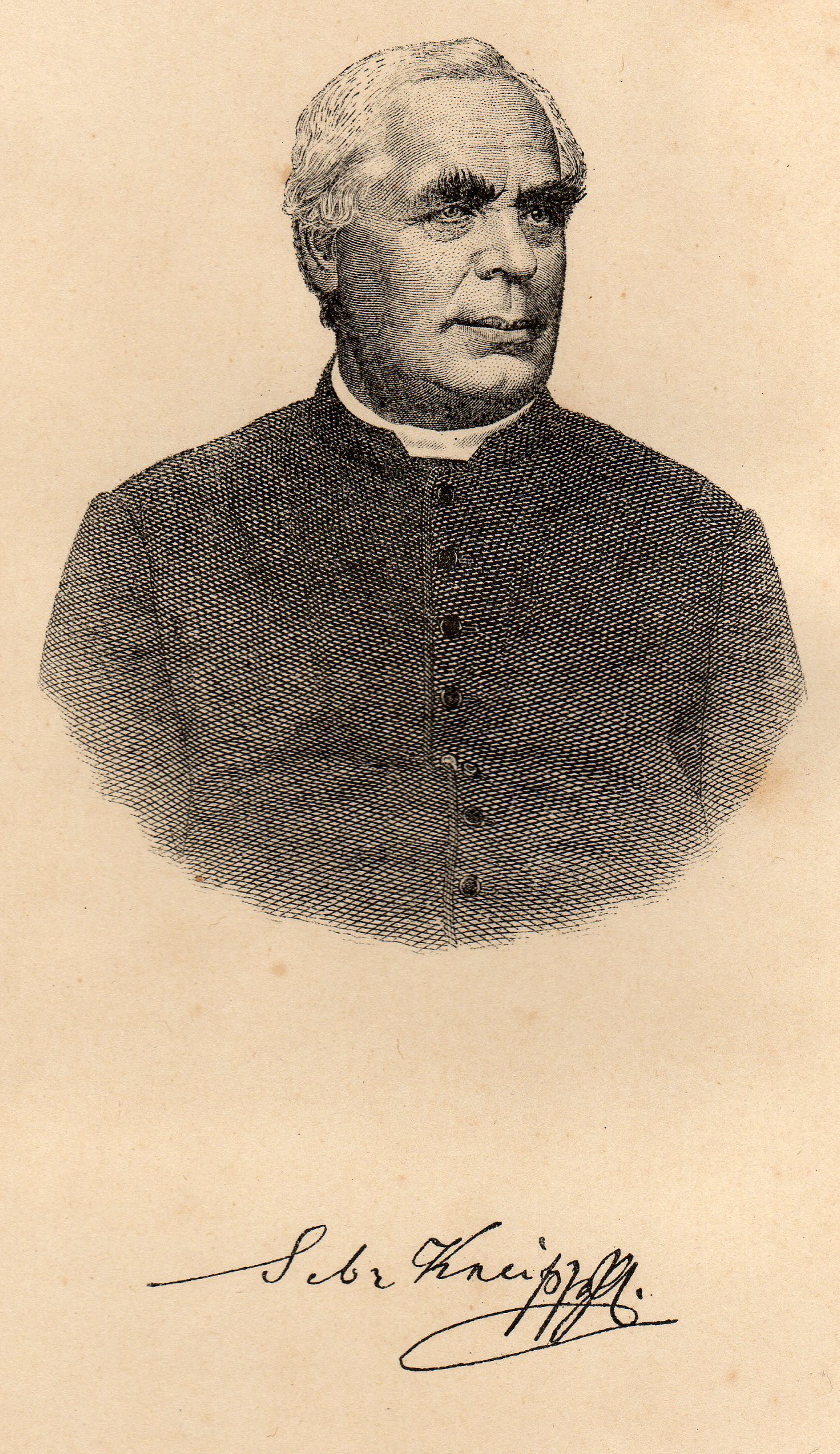
Sebastian Kneipp (1821–1897)

- Kneips, Gertraud, Opfer der Hexenverfolgung in Borchen
- Kneisel, August (1782–1855), deutscher Lithograf
- Kneisel, Christian (* 1953), deutscher Musiker
- Kneisel, Franz (1865–1926), US-amerikanischer Bratschist und Musikpädagoge
- Kneisel, Marianne (1897–1972), US-amerikanische Geigerin
- Kneisel, Rudolf (1832–1899), deutscher Schauspieler und Dramatiker
- Kneisel, Thekla (1802–1832), österreichische Schauspielerin und Sängerin (Soubrette, Mezzosopran)
- Kneiske, Tanja, deutsche Physikerin und Ingenieurin
- Kneisky, Morgan (* 1987), französischer Radrennfahrer
- Kneisl, Eberhard (1916–2008), österreichischer Skirennläufer
- Kneiß, Emil (1867–1956), deutscher Karikaturist und Plakatkünstler
- Kneiss, Ludwig (1830–1900), deutscher Opernsänger (Bass/Bariton/Tenor), Schauspieler, Sekretär und Bibliothekar
- Kneissl, Franz E. (1945–2011), österreichischer Architekt, Künstler und Schriftsteller
- Kneissl, Karin (* 1965), österreichische parteilose Politikerin und DiplomatinKarin Kneissl (* 1965)

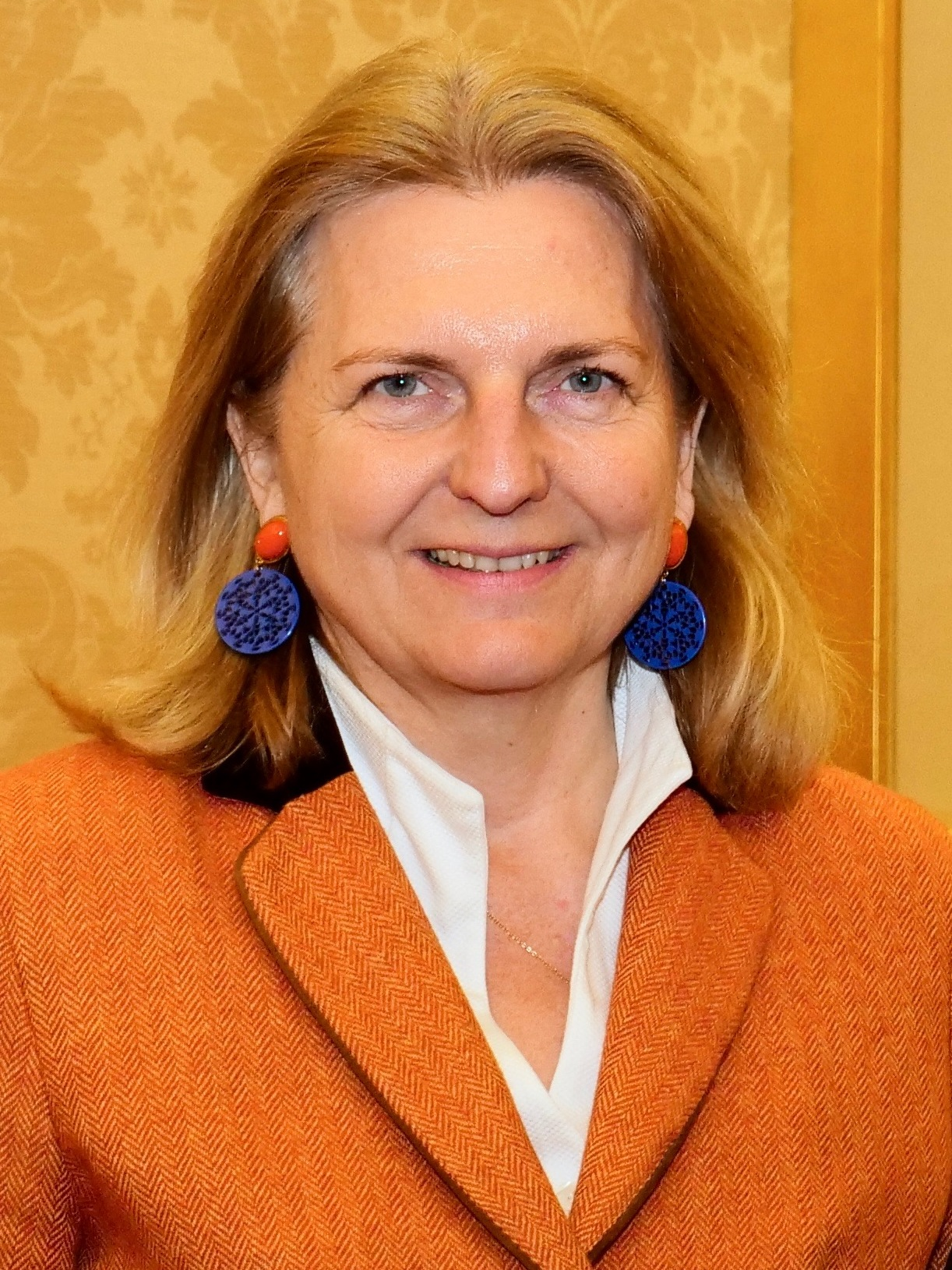
Karin Kneissl (* 1965)

- Kneißl, Mathias (1875–1902), bayerischer Räuber
- Kneissl, Max (1907–1973), deutscher Geodät
- Kneissl, Michael (1891–1947), deutscher SS-Obersturmbannführer und Kriegsverbrecher
- Kneißl, Norbert (1974–2021), deutscher Filmproduzent und Drehbuchautor
- Kneißl, Peter (1938–2020), deutscher Althistoriker
- Kneißl, Roland (* 1963), deutscher Fußballspieler und Fußball-Funktionär
- Kneißl, Sebastian (* 1983), deutscher Fußballspieler
- Kneissler, Michael (* 1955), deutscher Journalist und Buchautor
- Kneissler, Pauline (1900–1989), deutsche Krankenschwester und beteiligte an der Aktion T4
- Kneitinger, Otto (* 1954), deutscher Geschäftsmann und Kommunalpolitiker (CSU)
- Kneitlingen, Gebhard von, deutscher Gutsbesitzer
- Kneitlingen, Joachim von († 1552), Kanoniker und Rektor der Universität Leipzig
- Kneitz, Gerhard (1934–2020), deutscher Biologe, Naturschützer und Hochschullehrer

### Knek
- Knekna, Diana (* 1971), zypriotische Badmintonspielerin bulgarischer Herkunft
- Knekna, Stella (* 1993), zypriotische Badmintonspielerin

### Knel
- Knel, Andro (1967–1989), niederländischer Fußballspieler
- Knelangen, Wilhelm (* 1971), deutscher Politikwissenschaftler
- Knell, Georg (* 1946), deutscher Vierspännerfahrer
- Knell, Heiner (1937–2017), deutscher Klassischer Archäologe
- Knell, Jochen, deutscher Basketballtrainer
- Knell, Sebastian (* 1966), deutscher Philosoph und Schriftsteller
- Knell, Wiebke (* 1981), deutsche Politikerin (FDP), MdLWiebke Knell (* 1981)

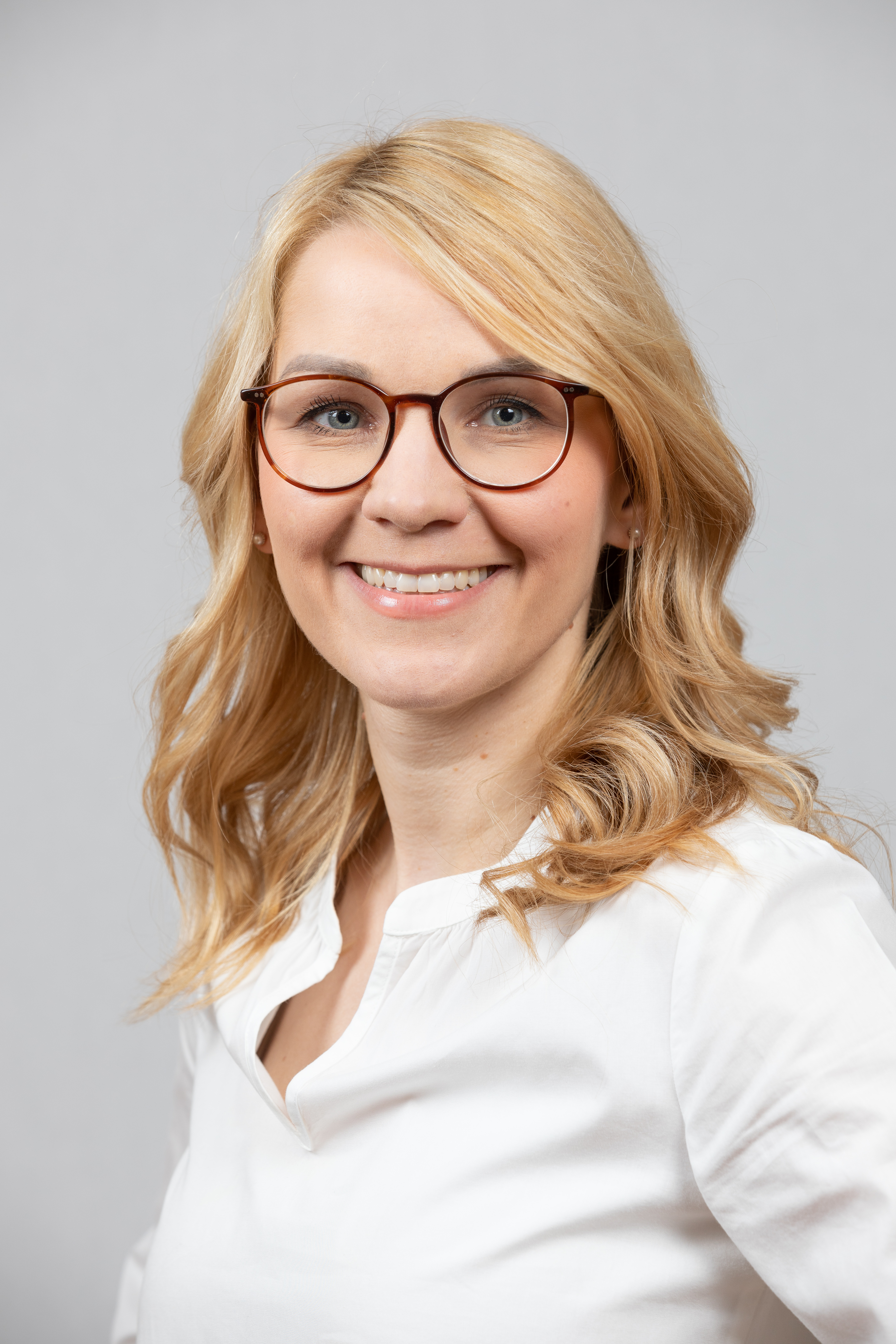
Wiebke Knell (* 1981)

- Knell, William († 1587), englischer Schauspieler des Elisabethanischen Theaters
- Kneller, Andreas (1649–1724), deutscher Komponist und Organist
- Kneller, Carl Alois (1857–1942), deutscher Publizist und Jesuitenpater
- Kneller, Godfrey (1646–1723), deutscher Porträtmaler und Hofmaler mehrerer britischer Monarchen
- Kneller, Johann Zacharias (1644–1702), deutscher, zuletzt in London tätiger Maler
- Kneller, Mathias, deutscher Radrennfahrer
- Kneller, Maximilian (* 1993), deutscher Politiker (AfD)
- Kneller, Nicole (* 1977), deutsche Sommerbiathletin
- Kneller, Rolf (1921–2005), deutsch-israelischer Fotograf, Kameramann und Regisseur
- Kneller, Scott (* 1989), australischer Freestyle-Skier
- Knells, Bettina (* 1971), deutsche Sportschützin
- Knellwolf, Arnold (1865–1945), Schweizer Politiker (SP), reformierter Pfarrer und Journalist
- Knellwolf, Ramon (* 1998), schweizerisch-italienischer Eishockeyspieler
- Knellwolf, Ulrich (* 1942), Schweizer Pfarrer, Schriftsteller
- Knels, Christina (* 1975), deutsche Neurowissenschaftlerin und Neurolinguistin

### Knem
- Knemeyer, August (1928–2011), deutscher Politiker (CDU), MdL
- Knemeyer, Franz-Ludwig (* 1937), deutscher Jurist und Hochschullehrer
- Knemöller, Felix (1916–1993), deutscher Moderator und Nachrichtensprecher im Hörfunk
- Knemos, spartanischer Nauarch

### Knep
- Knepler, Georg (1906–2003), österreichischer Pianist, Dirigent und Musikwissenschaftler
- Knepler, Hugo (* 1872), österreichischer Buch- und Kunsthändler, Musikverleger und Impresario
- Knepler, Paul (1879–1967), österreichischer Librettist, Komponist und Verlagsbuchhändler
- Kneppe, Cornelia (* 1953), deutsche Mittelalterhistorikerin
- Kneppelhout, Johannes (1814–1885), niederländischer Schriftsteller
- Knepper, Gustav (1870–1951), deutscher Bergbau-Manager
- Knepper, Jimmy (1927–2003), US-amerikanischer Jazzposaunist
- Knepper, Karl Heinz (1945–2014), deutscher Tenor
- Knepper, Ludger (* 1950), deutscher Maschinenbauingenieur und Hochschullehrer
- Knepper, Ray (1920–2000), US-amerikanischer Rennfahrer
- Knepper, Robert (* 1959), US-amerikanischer SchauspielerRobert Knepper (* 1959)

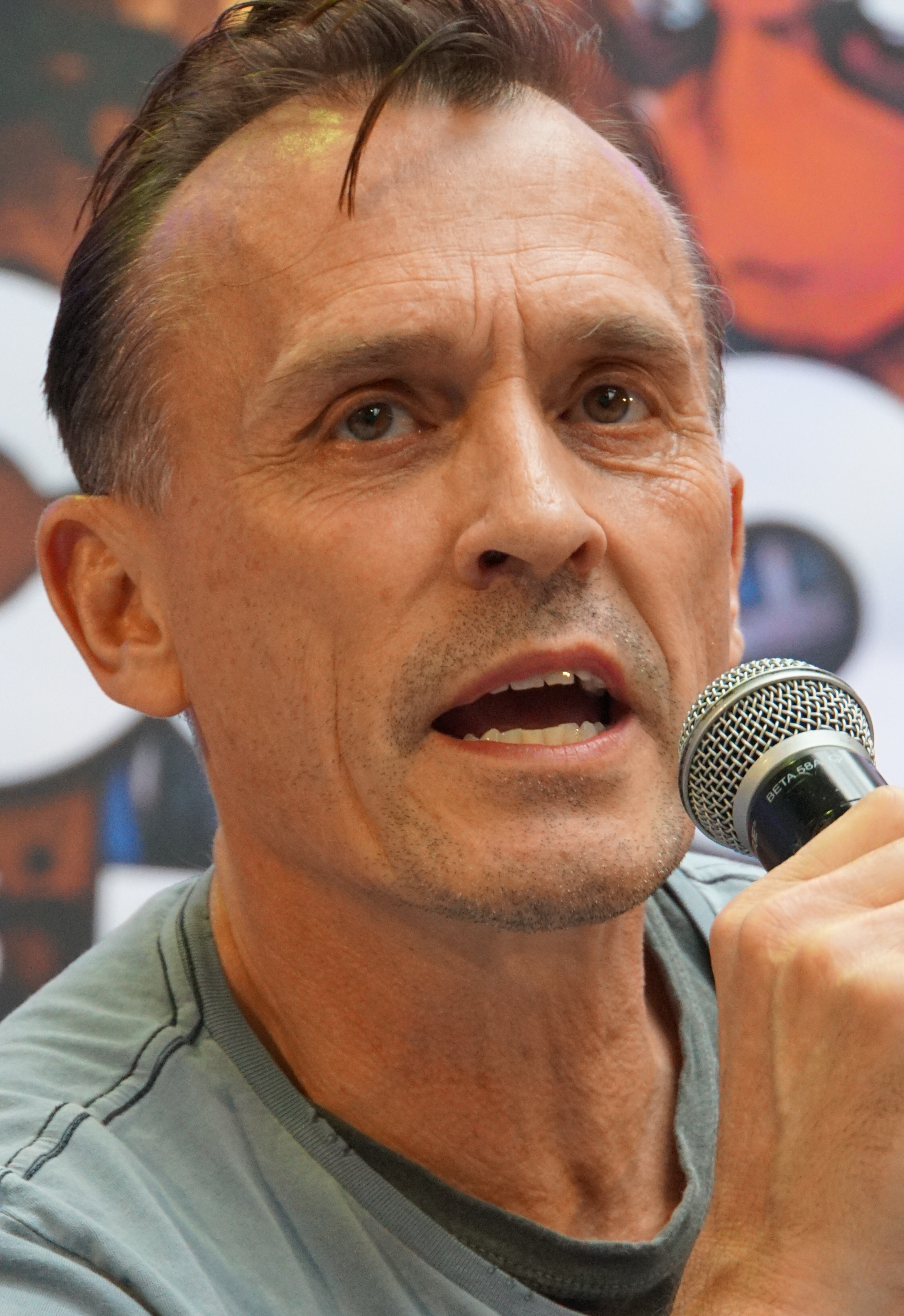
Robert Knepper (* 1959)

- Knepperges, Rainer (* 1965), deutscher Filmregisseur

### Kner
- Kner, Anton (1911–2003), deutscher römisch-katholischer Theologe und geistlicher Schriftsteller
- Kner, Hermann (1888–1957), österreichischer Schauspieler bei Bühne, Film und Fernsehen
- Kner, Rudolf (1810–1869), österreichischer Zoologe, Paläontologe und Ichthyologe
- Knerr, Hanni (1935–2013), deutsche Lehrerin
- Knerzl, Anton (* 1954), österreichischer Politiker (FPÖ, BZÖ), Abgeordneter zum Nationalrat

### Knes
- Knes, Wolfgang (* 1964), österreichischer Politiker (SPÖ), Abgeordneter zum Nationalrat
- Knesch, Günther (* 1931), deutscher Architekt und bayerischer Baubeamter
- Kneschaurek, Francesco (1924–2017), Schweizer Zukunftsforscher und Hochschulrektor
- Kneschke, Alfred (1902–1979), deutscher Mathematiker, Diplomingenieur und Hochschullehrer
- Kneschke, Ernst Heinrich (1798–1869), deutscher Heraldiker, Augenarzt und Schriftsteller
- Kneschke, Johann Gottfried (1766–1825), deutscher Lehrer
- Kneschke, Karl (1898–1959), deutscher Politiker (KPTsch, SED), MdV, Bundessekretär des KB
- Kneschke, Martha (1866–1947), deutsche Schriftstellerin
- Knesebeck, Alexander von dem (1836–1920), preußischer Generalleutnant
- Knesebeck, Alfred von dem (1816–1883), deutscher Gutsbesitzer, Reichstagsabgeordneter
- Knesebeck, August von dem (1775–1842), hannoverscher Generalmajor, Kommandeur der Landwehr-Regiments Celle
- Knesebeck, Bernd von dem (1876–1915), deutscher Korvettenkapitän im Ersten Weltkrieg und persönlicher Adjutant des Prinzens von Preußen
- Knesebeck, Bernhard von dem (1817–1887), preußischer Generalmajor, Kommandant von Erfurt
- Knesebeck, Bodo Hugo Bernhard Paridam von dem (1851–1911), deutscher Hofbeamter
- Knesebeck, Eleonore von dem (1655–1717), deutsche Adlige und Autorin
- Knesebeck, Ernst von dem (1809–1869), hannoverscher Generalleutnant, Diplomat und Schriftsteller
- Knesebeck, Friedrich Wilhelm Boldewin Ferdinand von dem (1789–1867), deutscher Historiker, Germanist und Genealoge
- Knesebeck, Gerlach von dem (1808–1859), deutscher Bergbeamter
- Knesebeck, Hempo von dem (1595–1656), altmärkischer Landeshauptmann
- Knesebeck, Jürgen von dem (1888–1980), deutscher Politiker (NSDAP), MdR
- Knesebeck, Karl Friedrich von dem (1768–1848), preußischer GeneralfeldmarschallKarl Friedrich von dem Knesebeck (1768–1848)

Karl Friedrich von dem Knesebeck (1768–1848)

- Knesebeck, Leo von dem (1808–1883), preußischer Rittergutsbesitzer und Landrat des Landkreises Teltow (1851–1862)
- Knesebeck, Levin von dem (1597–1638), brandenburgischer Staatsmann
- Knesebeck, Lionel von dem (1849–1916), preußischer Oberstleutnant und Hofbeamter
- Knesebeck, Lothar von dem (1837–1928), preußischer Generalleutnant
- Knesebeck, Thomas von dem (1594–1658), brandenburgischer Staatsmann
- Knesebeck, Thomas von dem (1628–1689), brandenburgischer Staatsmann
- Knesebeck, Wilhelm von dem (1841–1935), preußischer Generalleutnant
- Knesebeck, Willi (1887–1956), deutscher Fußballspieler
- Knesebeck-Milendonck, Erich von dem (1844–1907), preußischer Landrat des Kreises Ruppin
- Knesebeck-Milendonck, Levin Erich von dem (1870–1953), deutscher Gutsbesitzer und Verwaltungsjurist
- Knesebeck-Milendonck, Waldemar von dem (1847–1906), deutscher Kammerherr und Hofzeremonienmeister Wilhelm II.
- Knesel, Gerd (1946–1992), deutscher Liedermacher
- Kneser, Adolf (1862–1930), deutscher Mathematiker
- Kneser, Hans Otto (1901–1985), deutscher Physiker
- Kneser, Hellmuth (1898–1973), deutscher Mathematiker
- Kneser, Jakob (* 1968), deutscher Redakteur, Regisseur, Autor, Produzent
- Kneser, Martin (1928–2004), deutscher Mathematiker
- Knesl, Hans (1905–1971), österreichischer Bildhauer
- Knespel, Gerhard (1933–2010), deutscher Gebrauchsgrafiker und Maler
- Knessl, Lothar (1927–2022), österreichischer Komponist, Musikredakteur und Musikfunktionär
- Knestout, Barry Christopher (* 1962), US-amerikanischer Geistlicher und römisch-katholischer Bischof von Richmond

### Knet
- Knetemann, Gerrie (1951–2004), niederländischer RadrennfahrerGerrie Knetemann (1951–2004)

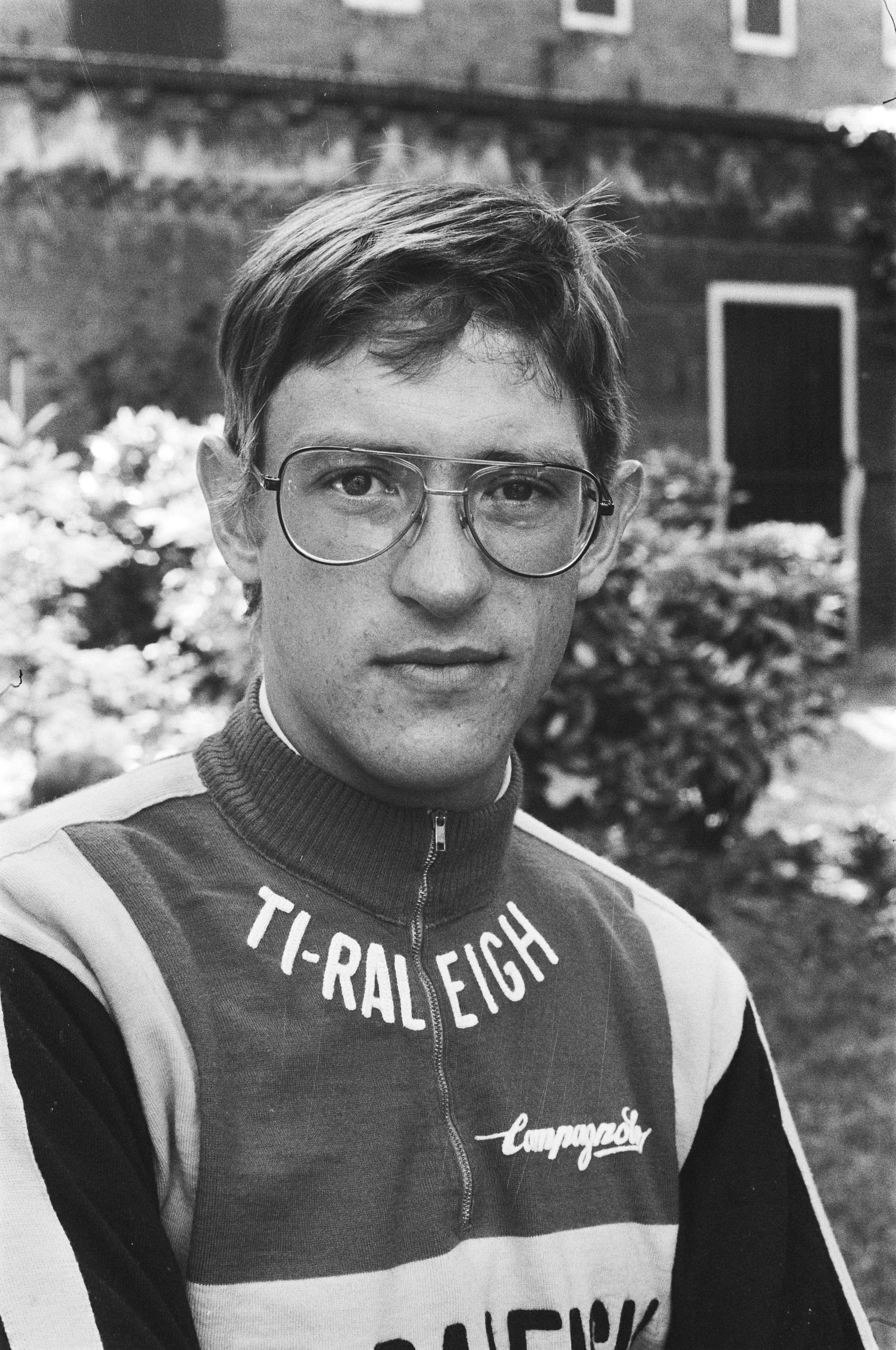
Gerrie Knetemann (1951–2004)

- Knetemann, Roxane (* 1987), niederländische Radrennfahrerin
- Knetsch, Berthold (1855–1923), deutscher Musikpädagoge und Musikschriftsteller
- Knetsch, Carl (1874–1938), deutscher Historiker und Archivar
- Knetsch, Georg (1904–1997), deutscher Geologe
- Knetsch, Heidi (* 1947), deutsche Hörspielautorin
- Knetsch, Iris (* 1970), deutsche Fußballspielerin
- Knett, Christopher (* 1990), österreichischer FußballspielerChristopher Knett (* 1990)

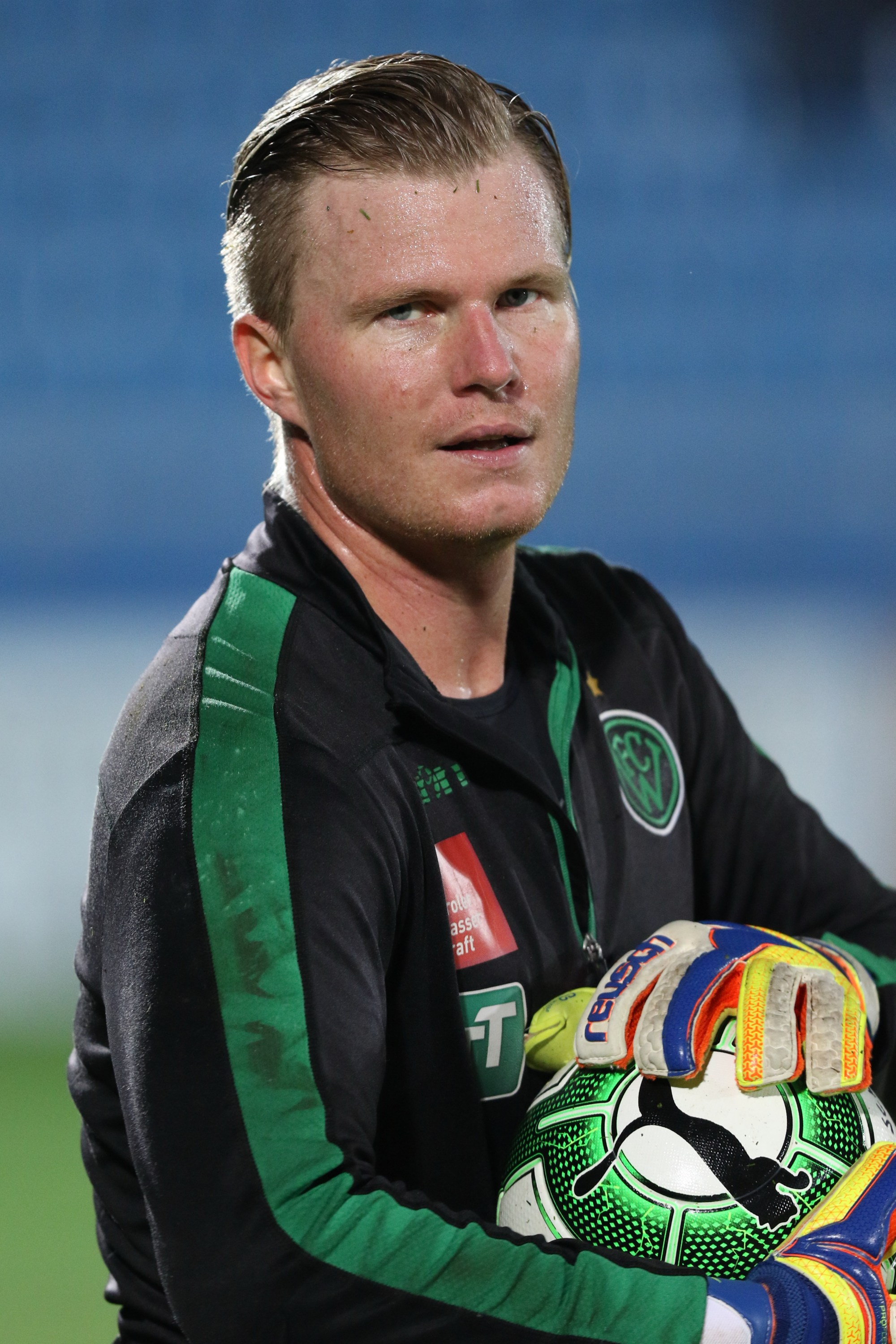
Christopher Knett (* 1990)

### Kneu
- Kneubuehl, Beat P. (* 1944), Schweizer Ballistiker
- Kneubühl, Fritz Kurt (1931–1999), Schweizer Physiker und Hochschullehrer
- Kneubuhl, Isaac (* 1985), US-amerikanischer Volleyballspieler
- Kneubühl, Vreni (1920–2007), Schweizer Solojodlerin
- Kneubühler, Bruno (* 1946), Schweizer Motorradrennfahrer
- Kneubühler, Bruno (* 1964), Schweizer Entomologe
- Kneubühler, Katharina (* 1652), Unternehmerin
- Kneubühler, Peter (1944–1999), Schweizer Kupferdrucker
- Kneubühler, Samuel († 1684), Buchdrucker
- Kneucker, Alfred W. (1904–1960), österreichischer Arzt und Schriftsteller
- Kneucker, Raoul (* 1938), österreichischer Rechtswissenschaftler und Verwaltungswissenschaftler
- Kneuer, Heinrich (1887–1959), deutscher Verwaltungsjurist
- Kneuer, Marianne (* 1964), deutsche Politikwissenschaftlerin
- Kneule, Friedrich (1900–1983), deutscher Ingenieur und Hochschullehrer
- Kneule, Tim (* 1986), deutscher Handballspieler
- Kneup, Marie Catherine (1899–1938), französisch-deutsche Widerstandskämpferin
- Kneusel, Christian Gottlieb (* 1801), deutscher Schullehrer und Politiker, MdL
- Kneusgen, Hermann (1712–1767), deutscher Zisterzienserabt
- Kneussel, Matthias (* 1966), deutscher Neurowissenschaftler und Hirnforscher
- Kneußl, Erich (1884–1968), österreichischer Politiker (CSP, VF), Abgeordneter zum Nationalrat
- Kneussl, Meinhard (* 1952), österreichischer Pulmologe und Internist
- Kneußl, Paul von (1862–1928), bayerischer General der Infanterie sowie Staatsrat

### Knev
- Knevelbaard, Kasey (* 1996), US-amerikanischer Mittel- und Langstreckenläufer
- Knevels, Wilhelm (1897–1978), deutscher Theologe

### Kney
- Kney, Johannes (* 1942), deutscher Politiker (LDPD, BFD)
- Kneyl, Johannes († 1716), dänischer Generalmajor

### Knez
- Knez (* 1967), montenegrinischer Sänger
- Knez, Andreas (* 1962), deutscher Internist und Kardiologe
- Knez, Franček (1955–2017), jugoslawisch-slowenischer Bergsteiger
- Knez, Franko (* 1998), kroatischer Fußballspieler
- Knez, Ivan (* 1974), argentinisch-schweizerischer Fußballspieler
- Knez, Rudi (1943–2022), jugoslawischer Eishockeytorwart
- Knežević, Aleksandar (* 1968), bosnischer Handballspieler und -trainer
- Knezevic, Alexander (* 1981), österreichischer Fußballtorhüter
- Knežević, Božidar (1862–1905), serbischer Philosoph
- Knežević, Dario (* 1982), kroatischer Fußballspieler
- Knežević, Gogi (* 1979), österreichischer Boxer
- Knežević, Ivan (* 1993), kroatisch-deutscher FußballspielerIvan Knežević (* 1993)

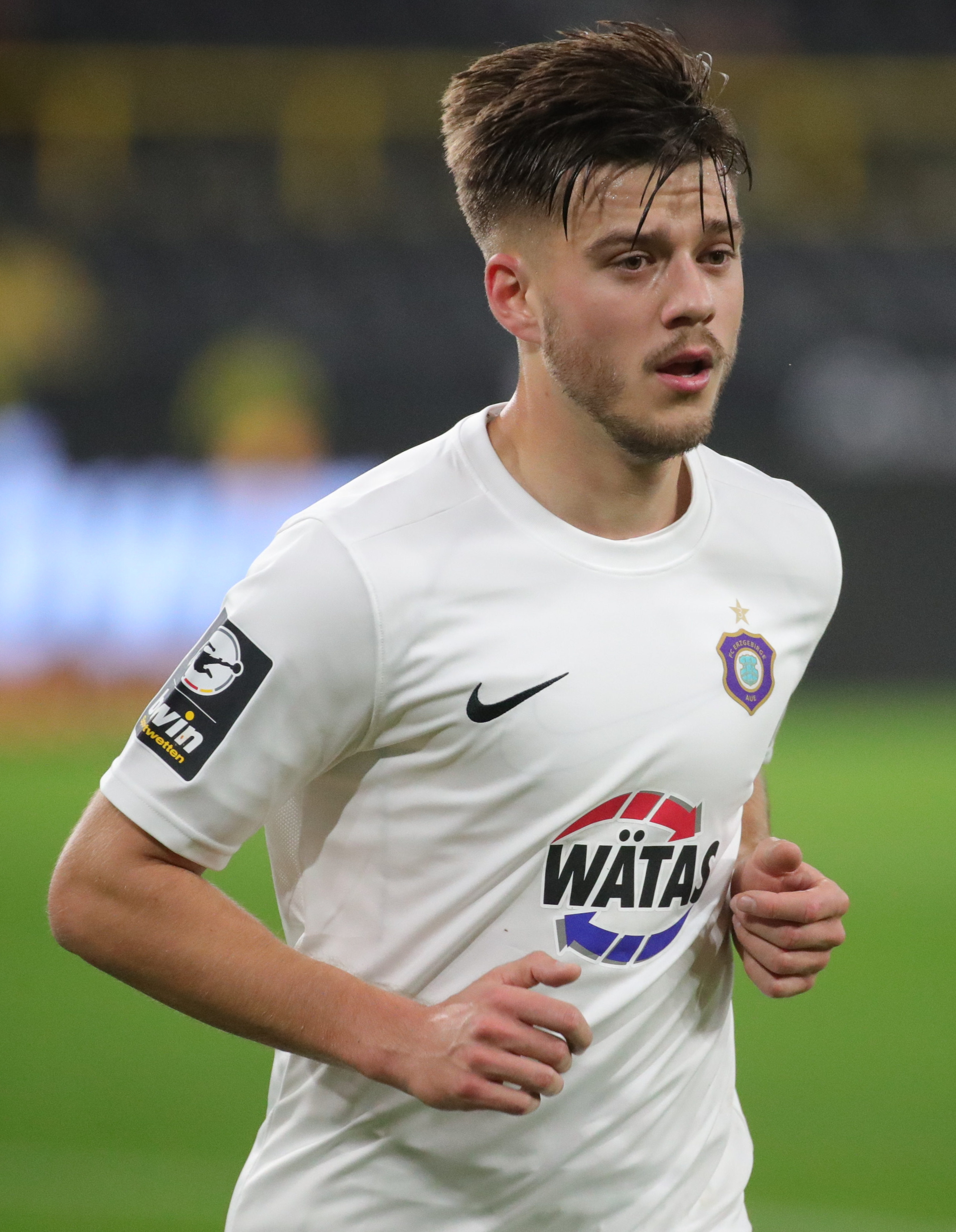
Ivan Knežević (* 1993)

- Knežević, Ksenija (* 1996), serbische Sängerin
- Knezevic, Luka (* 1992), deutscher Schauspieler
- Knežević, Milorad (1936–2005), jugoslawischer Schachspieler
- Knežević, Olja (* 1968), montenegrinische Schriftstellerin
- Knežević, Stefan (* 1996), Schweizer Fussballspieler
- Knezić, Károly (1808–1849), General der ungarischen Armee
- Kněžourek, Jan (* 1927), tschechoslowakischer Radrennfahrer